# جالی ویل (تگزاس)
جالی ویل (به انگلیسی: Jollyville) یک منطقهٔ مسکونی در ایالات متحده آمریکا است که در تگزاس واقع شده‌ است. جالی ویل ۱۵٫۳ کیلومتر مربع مساحت و ۱۶٬۱۵۱ نفر جمعیت دارد و ۲۸۶ متر بالاتر از سطح دریا واقع شده‌ است.